# 何光沪
何光沪（1950年9月28日—），男，贵州省贵阳市人，中国人民大学哲学院教授、博士生导师，中国人民大学佛教与宗教学理论研究所研究员、中国著名宗教哲学学者、公共知识分子、汉语神学家。

## 学历
- 1982年毕业于中国社会科学院研究生院宗教系，获哲学硕士学位；
- 1989年毕业于中国社会科学院研究生院宗教系，获哲学博士学位；[1]

## 兼任
- 加拿大哥伦比亚大学维真神学院特约研究员
- 香港汉语基督教文化研究所特约研究员
- 香港浸会大学中华基督宗教研究中心特邀研究员
- 清华大学道德与宗教研究中心学术委员
- 山东大学犹太教与跨宗教研究所学术委员会主席
- 中国社会科学院基督教研究中心副主任
- 中国宗教学会理事

## 著作

### 专著
- 《多元化的上帝观》
- 《有心无题》
- 《神圣的根》
- 《何光沪自选集》
- 《月映万川－－宗教、社会与人生》
- 《天人之际》
- 《百川归海－－走向全球宗教哲学》
- 《信仰之问》

### 译著
- 《宗教哲学》
- 《现代基督教思想》
- 《20世纪宗教思想》
- 《基督教神学原理》
- 《全球伦理－－世界宗教议会宣言》

### 编著
- 《宗教与世界丛书》
- 《基督教文化评论》
- 《蒂里希选集》
- 《对话－－儒、释、道与基督教》
- 《宗教学译丛.》
- 《基督教经典译丛》
- 《大学精神档案》

## 家庭
其配偶是著名宗教社会学学者高师宁女士，两人育有一女何可人。

### 訪談/演講錄
- 龍與鴿子: 民族-國權主義與基督宗教在當代中國（页面存档备份，存于）主講：何光滬，主辦：香港浸會大學應用倫理學研究中心 2011/03/02